# Гончаров, Иван Васильевич

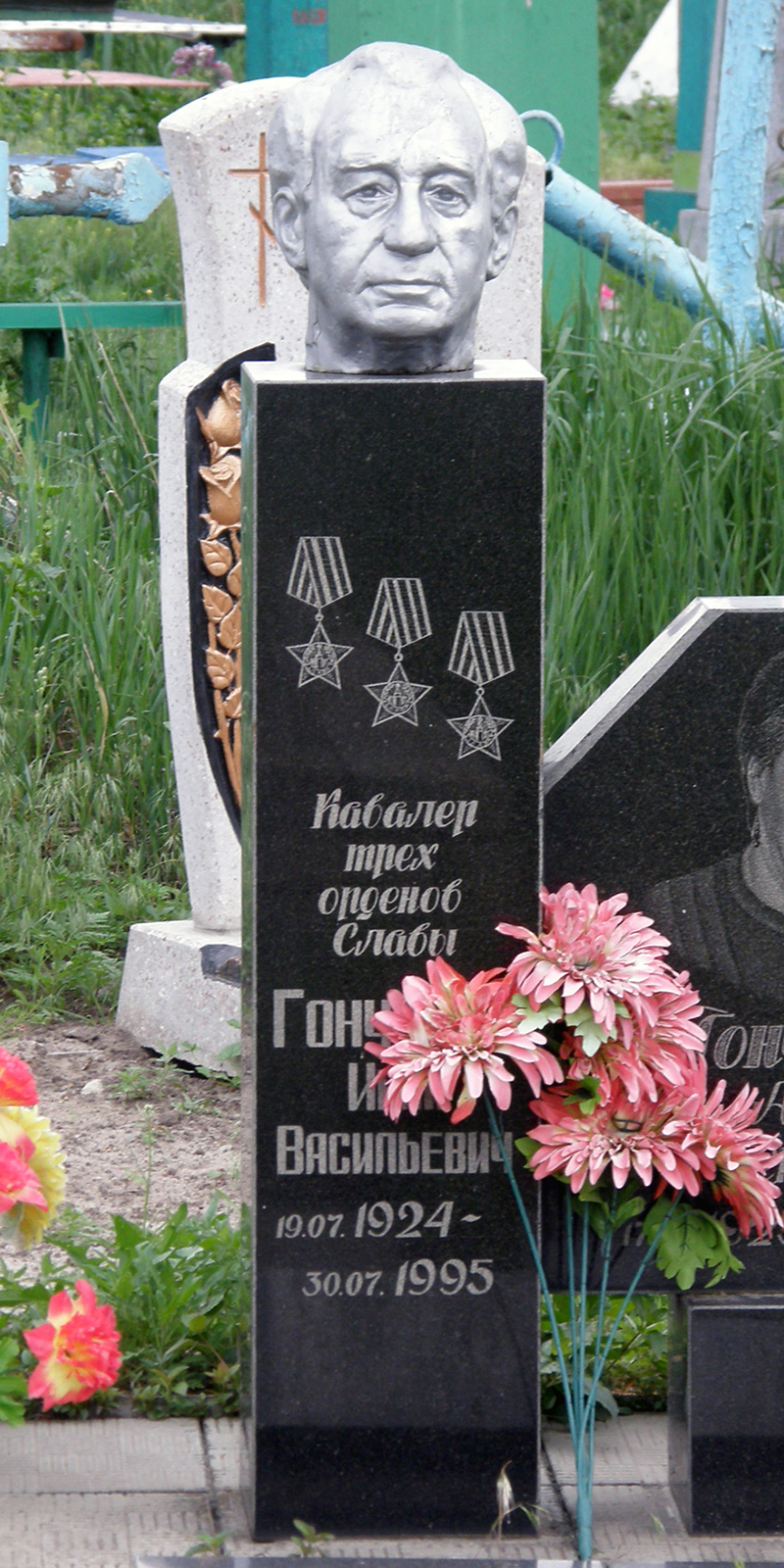
Могила в Райгородке

Иван Васильевич Гончаров (19 июля 1924, Райгородок, Донецкая губерния — 30 июля 1995, Москва) — командир отделения автоматчиков 216-го гвардейского стрелкового полка 79-й гвардейской стрелковой дивизии 8-й гвардейской армии 1-го Белорусского фронта, гвардии сержант; гвардии старший сержант.

## Биография
Родился 19 июля 1924 года в посёлке городского типа Райгородок Славянского района Донецкой области Украины . Украинец. Член ВКП/КПСС с 1945 года. Окончил 9 классов.
В Красной Армии с сентября 1943 года. В боях Великой Отечественной войны с октября 1943 года. Сражался на 1-м Белорусском фронте. Принимал участие в освобождении Польши, в боях на территории Германии, в штурме Берлина.
Командир отделения автоматчиков 216-го гвардейского стрелкового полка гвардии сержант Иван Гончаров 25 июля 1944 года в районе населённых пунктов Наталии, Домбровице, Конопница участвовал в окружении и ликвидации большой группировки противника, лично уничтожил 8 противников и пленил 4 офицеров и 9 солдат. За мужество и отвагу, проявленные в боях, гвардии сержант Гончаров Иван Васильевич 27 июля 1944 года награждён орденом Славы 3-й степени.
1 августа 1944 года при форсировании Вислы у населённых пунктов Остроленка, Загробы, Ротнищев под огнём противника одним из первых высадился на левый берег реки и вступил в бой по расширению плацдарма, в схватке поразил огнём из автомата 5 противников. За мужество и отвагу, проявленные в боях, гвардии сержант Гончаров Иван Васильевич 10 октября 1944 года награждён орденом Славы 2-й степени.
При прорыве обороны противника 14 января 1945 года гвардии старший сержант Иван Гончаров ворвался в населённый пункт Липске Буды и истребил 6 вражеских солдат. В ночном бою 14 января 1945 года у населённого пункта Стромец Иван Гончаров гранатами уничтожил вражеское пулемётное гнездо.
Указом Президиума Верховного Совета СССР от 24 марта 1945 года за образцовое выполнение заданий командования в боях с немецко-вражескими захватчиками гвардии старший сержант Гончаров Иван Васильевич награждён орденом Славы 1-й степени, став полным кавалером ордена Славы.
Участник исторического Парада Победы 24 июня 1945 года в Москве на Красной площади.
В 1947 году гвардии старшина И. В. Гончаров демобилизован из Вооружённых Сил СССР. В 1958 году окончил Московский химико-технологический институт имени Менделеева. С 1958 года И. В. Гончаров — лейтенант запаса, позднее — в отставке.
Жил в городе-герое Москве. Работал старшим научным сотрудником Научно-исследовательского института химического машиностроения. Кандидат технических наук. Скончался 30 июля 1995 года.

## Награды
Награждён орденом Отечественной войны 1-й степени, орденами Славы 1-й, 2-й и 3-й степени, медалями.